# Сијерча
Сијерча је насељено мјесто у општини Калиновик, Република Српска, БиХ. Према попису становништва из 1991. у насељу је живјело 30 становника. Према попису становништва из 2013. у насељу је живјело 13 становника.

## Географија
Сијерча се налазе изнад кањона ријеке Бистрице.

## Становништво
| Националност | 1991. |
| Срби         | 30    |
| Укупно       |       |

| Демографија | Демографија | Демографија |
| Година      | Становника  | Становника  |
| ----------- | ----------- | ----------- |
| 1961.       | 175         |             |
| 1971.       | 101         |             |
| 1981.       | 47          |             |
| 1991.       | 30          |             |
| 2013.       | 13          |             |